# Мофети
Мофетите (от на латински: mephitis, на италиански: mofeta; на френски: mofette) (ед.ч. мофет и мофета) са струи от въглероден диоксид и отворите по земната повърхност, които ги изпускат. Обикновено са смесени с водни пари и други газове като азот, водород и метан и се отделят от тесни вулканични пукнатини в земната кора, от незастинали потоци лава и цепнатини в мините. Излъчват се от фисури по склоновете, стените, кратерите и в близост до вулкани, най-често спящи. Образуват се като последен стадий от дейността на фумаролите и имат температура под 100 °C.
Изхвърляните от мофетите газове имат свойството да се натрупват в ниските места от терена, с което са опасни за живота на хората и животните. Вулканичните райони, в които мофетите изпускат газови струи са наричани „долини на смъртта“, поради силната токсичност на въглеродния диоксид, който в тях е в концентрация над 5%. Въздействието му върху организма е постепенно, като първо предизвиква сънливост и слабост и чак след това настъпва задушаване и смърт.
През 19 век йезуитският орден построява вила на брега на езерото Лахер Зе в Германия, което всъщност е запълнило кратера на спящ вулкан, изригнал за последен път преди 12 000 години. Тази сграда става истински капан за монасите – за около 20 години в нея загиват 17 души, много от тях в съня си. Дълго време смъртта им остава загадъчна, докато накрая се установява, че целият бряг е обсипан с мофети, изпускащи въглероден диоксид.
Известни са многобройните мофети в Йелоустоун парк в САЩ, по брега на вулканичното езеро Лахер Зе в Германия, в пещерата Кане близо до вулкана Поцуоли, в природния резерват Соос в Западна Чехия, в Долината на смъртта на остров Ява, Индонезия, и на много други места в света.
Въпреки цялата опасност, мофетите са дом на някои живи организми. Например недалеко от чешката река Плесна в Бохемия, в един от мофетите, на дълбочина от няколко метра, е открита процъфтяваща колония от микроорганизми.
Въпреки незавидната си слава, понякога мофетите се ползват за терапевтични цели и за сухи спа-процедури, при внимателно съблюдаване на техниката за безопасност. Действат особено добре при зарастването на рани.
- Мофети в резервата Соос, Чехия
- Мофети на остров Нисирос, Гърция
- Използване на мофети за спа-процедури в Соос, Чехия